# La Peñita, San Luis Potosí
La Peñita är en ort i Mexiko.   Den ligger i kommunen Matlapa och delstaten San Luis Potosí, i den sydöstra delen av landet, 210 km norr om huvudstaden Mexico City. La Peñita ligger 601 meter över havet och antalet invånare är 453.
Terrängen runt La Peñita är kuperad åt nordväst, men åt sydost är den bergig. Runt La Peñita är det tätbefolkat, med 476 invånare per kvadratkilometer. Närmaste större samhälle är Tamazunchale, 11,7 km sydost om La Peñita. I omgivningarna runt La Peñita växer i huvudsak städsegrön lövskog.